# إغناثيو فلوريس
إغناثيو فلوريس (بالإسبانية: Ignacio Flores)‏ (31 يوليو 1990 بمونتفيدو في الأوروغواي - ) هو لاعب كرة قدم أوروغواني في مركز الهجوم. لعب مع ريفر بليت ونادي رينتيستاس وغاليسيا سبورت ‏ ومونتيفيديو سيتي توركي وCanadian Soccer Club ‏.

## وصلات خارجية
- إغناثيو فلوريس على موقع قاعدة بيانات كرة القدم.إي يو (الإنجليزية)
- إغناثيو فلوريس على موقع Soccerway.com (الإنجليزية)